# Ihosy
Ihosy est une ville et commune urbaine de Madagascar, chef-lieu du district d'Ihosy et de la région Ihorombe.

## Géographie
La ville d'Ihosy se situe sur la rivière d'Ihosy, dans le centre-sud de Madagascar, sur les rebords nord du plateau d'Ihorombe. Traversée par la RN 7, elle est également reliée à Tôlanaro par la RN 13 et à Farafangana par la RN 27.

## Histoire
La ville est la capitale du peuple Bara.
À l'origine, la ville se trouvait un peu plus haut sur la colline, à 3 km, mais fut désertée en 1806.

## Administration
La ville d'Ihosy est le chef-lieu de la région d'Ihorombe, ainsi que du district d'Ihosy.

## Transport
Ihosy dispose d'un aéroport.

## Photos

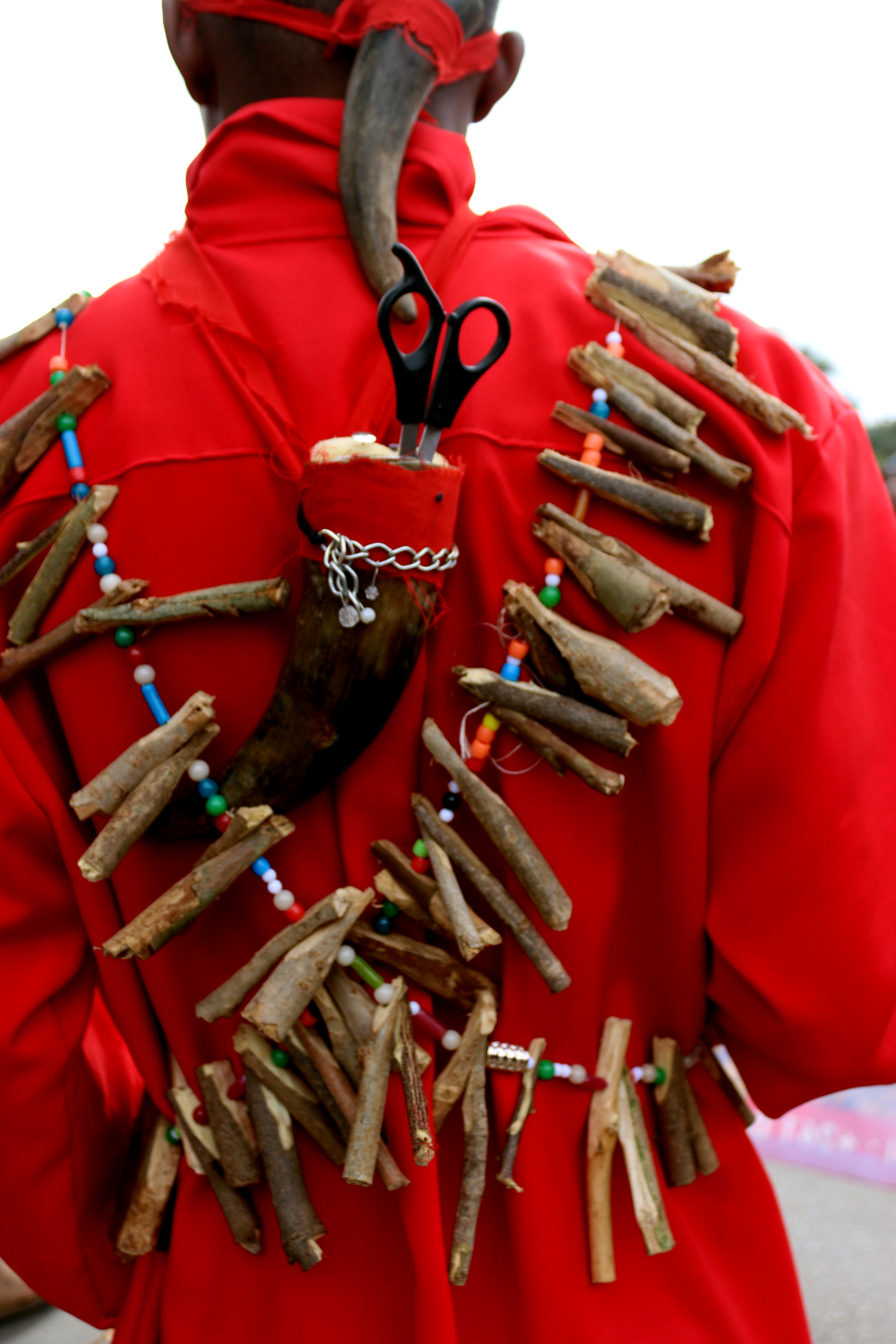
Baralahy
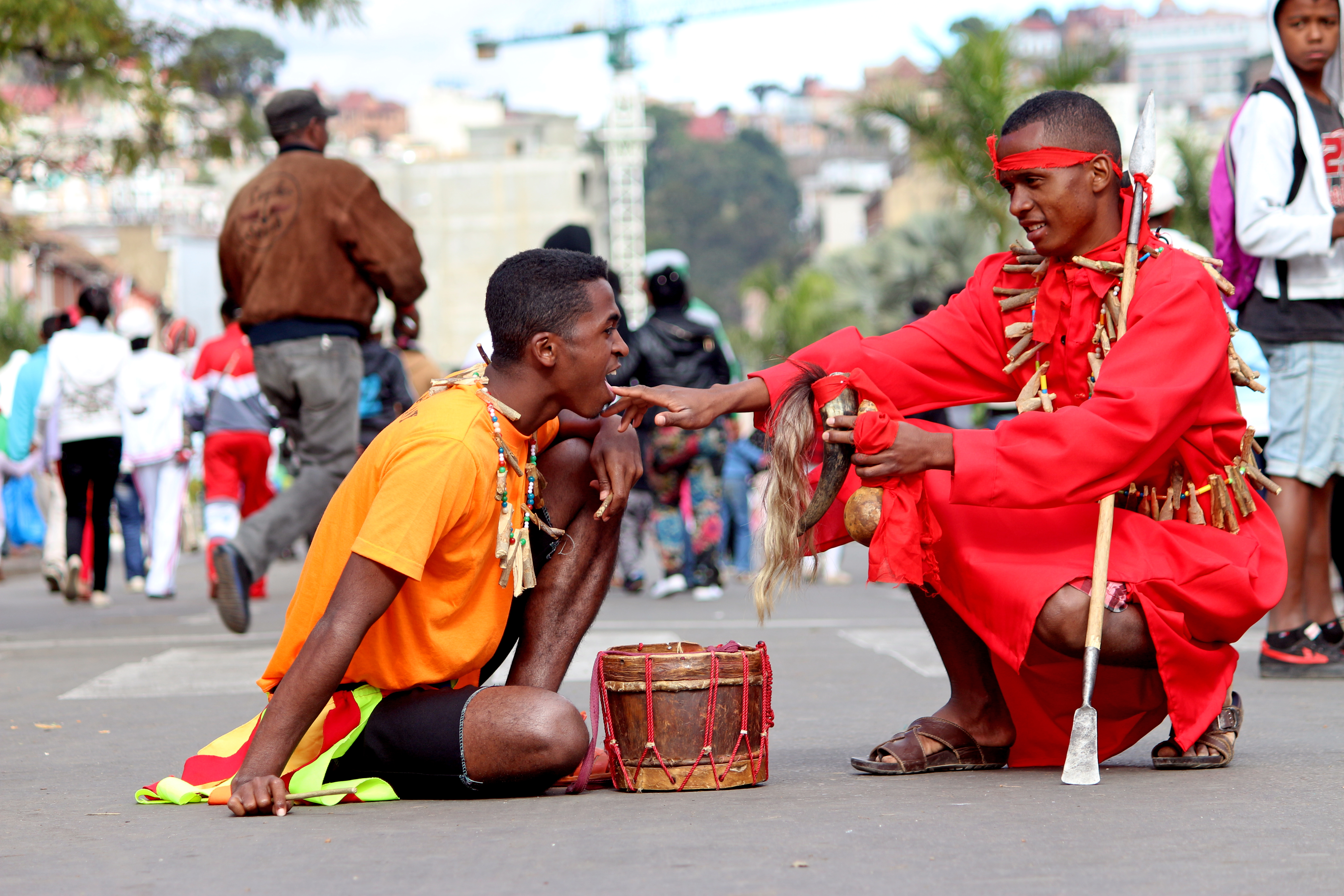
Ombiasy

## Points d'intérêt
- La grotte d'Andranomilitsy se situe à 10 km de la ville en direction de Tuléar[2].
- Le Parc national de l'Isalo près de Ranohira.

## Religion
Ihosy est le siège d'un évêché catholique créé le 13 avril 1967.